# Devils Postpile National Monument

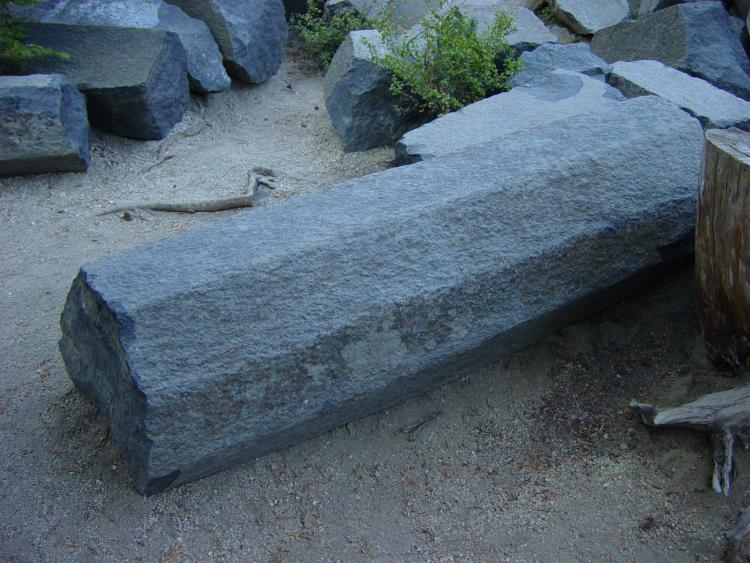
Colonnes de basaltes

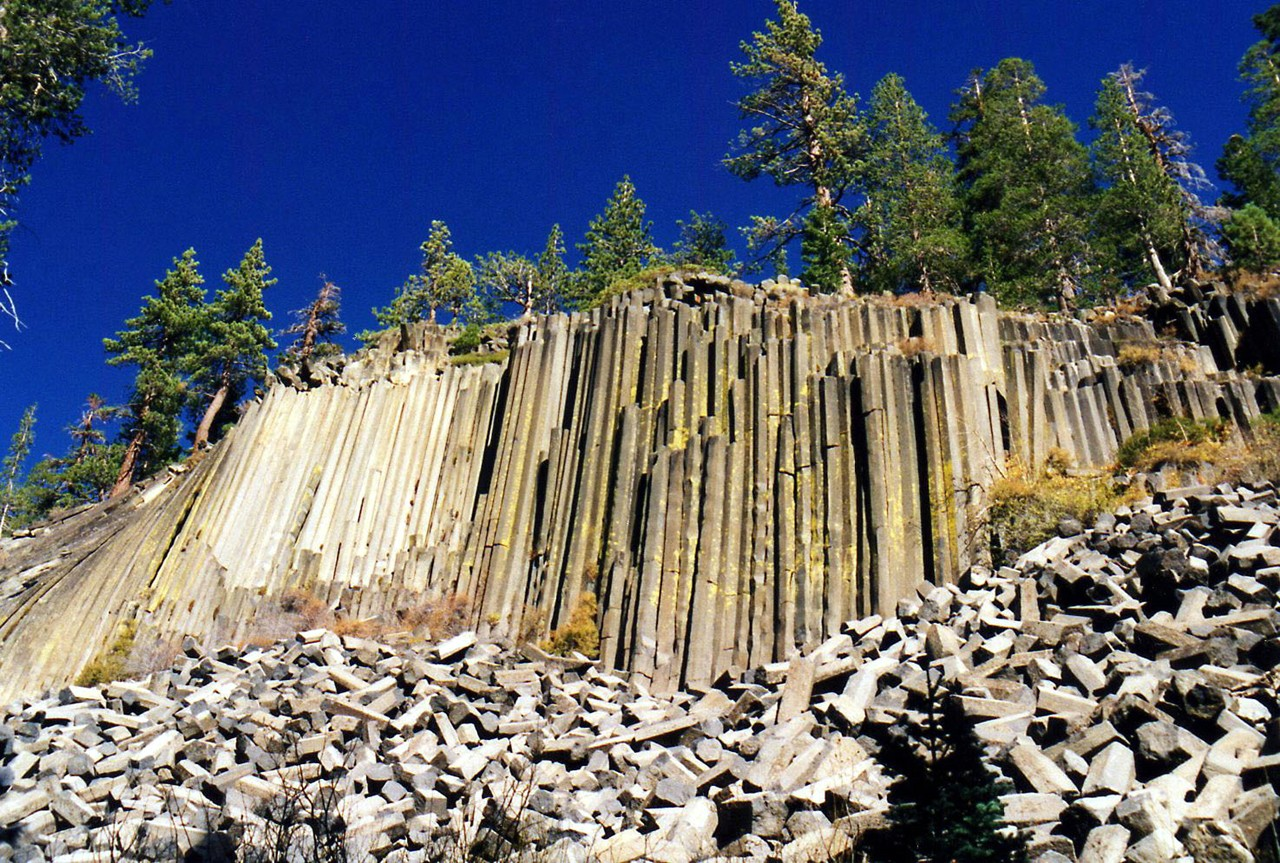
La largeur des colonnes de basalte à la base de la falaise est plus importante que la largeur d'une personne.

Devils Postpile national monument est un monument national américain situé à proximité de Mammoth Mountain à l'est de la Californie. Il s’agit d’une falaise de couleur sombre composées de colonnes de basalte (ou Orgues basaltiques). 

## Histoire
Les colonnes se seraient créées à la suite d'une coulée de lave il y a plus de 100 000 ans si l'on en croit la technique de datation au potassium-argon. Cette coulée s’est produite à proximité du fleuve San Joaquin. Bloquée sur son trajet, la coulée a atteint une épaisseur d’environ 120 mètres. Cette grande épaisseur s'est traduite par un refroidissement très lent de la lave ce qui explique la longueur impressionnante des colonnes. Le refroidissement lent crée également des fissures de retrait thermique à la suite de la contraction du basalte qui se refroidit. Ce phénomène de fissuration se retrouve également lorsque de l’argile se solidifie par séchage. On constate ainsi des formes hexagonales sur le sol argileux au niveau des flaques d’eau séchées.
Par la suite un glacier a ensuite poli par frottement la surface de la coulée ce qui explique la surface lisse des roches d'aujourd'hui. Cela donne l’impression au sommet des colonnes d’avoir une sorte de carrelage naturel.
Le site faisait à l'origine partie du parc national de Yosemite mais à la suite de la découverte d'or à proximité près de Mammoth Lakes, la limite du parc fut modifiée et le site ainsi que les terrains l’entourant furent sortis du parc. Une proposition visant à construire une centrale d'Énergie hydroélectrique envisagea de détruire la falaise pour que celle-ci obstrue le courant de la rivière proche. Des californiens influents dont John Muir parvinrent à dissuader le gouvernement d'avaliser ce projet. En 1911, le président William Howard Taft fit de la zone un Monument national américain pour la protéger.  

## Description
Les sentiers pédestres John Muir Trail et Pacific Crest Trail traversent le monument. 
Les colonnes ont en moyenne un diamètre de 65 centimètres et font jusque vingt mètres de long. Environ 55 % des colonnes ont une section hexagonale, 37 % une section pentagonale, 2 % une section quadrilatère, 5 % heptagonale et moins de 1 % triangulaire. 

Plusieurs de ces colonnes peuvent être aperçues à l’entrée du quartier général du service de géologie américain (United States Geological Survey) à  Reston en Virginie.

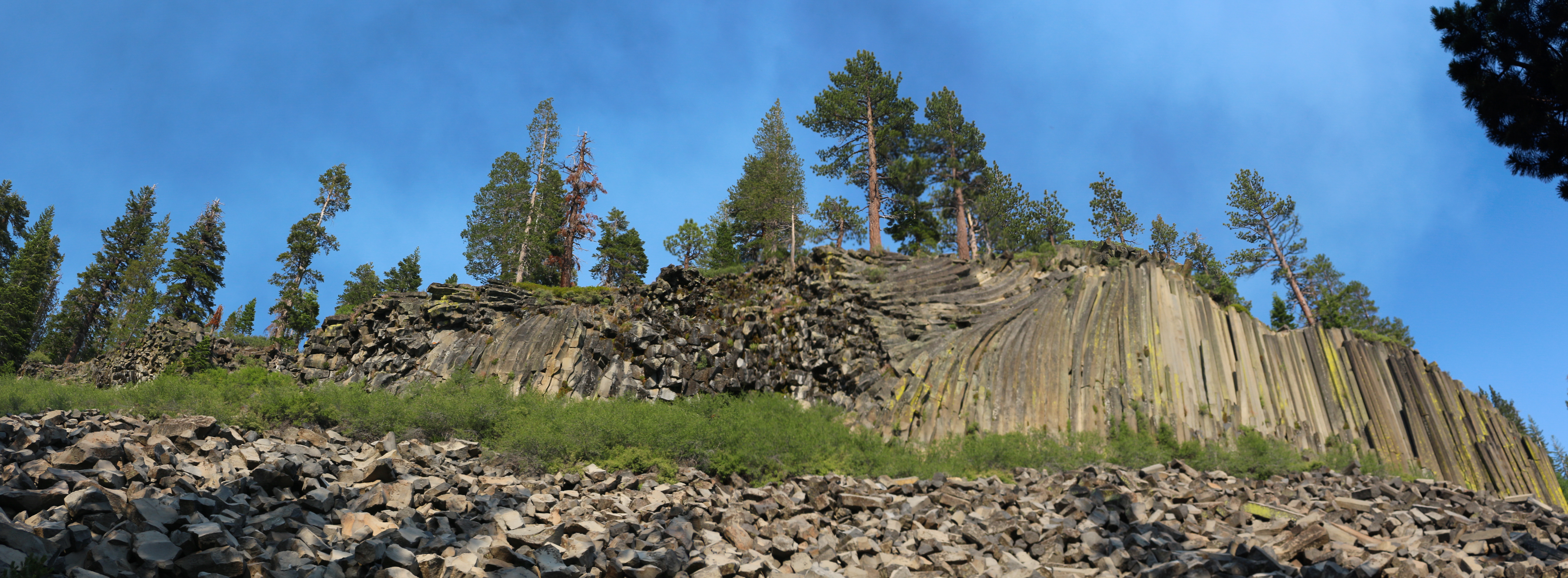
Panorama
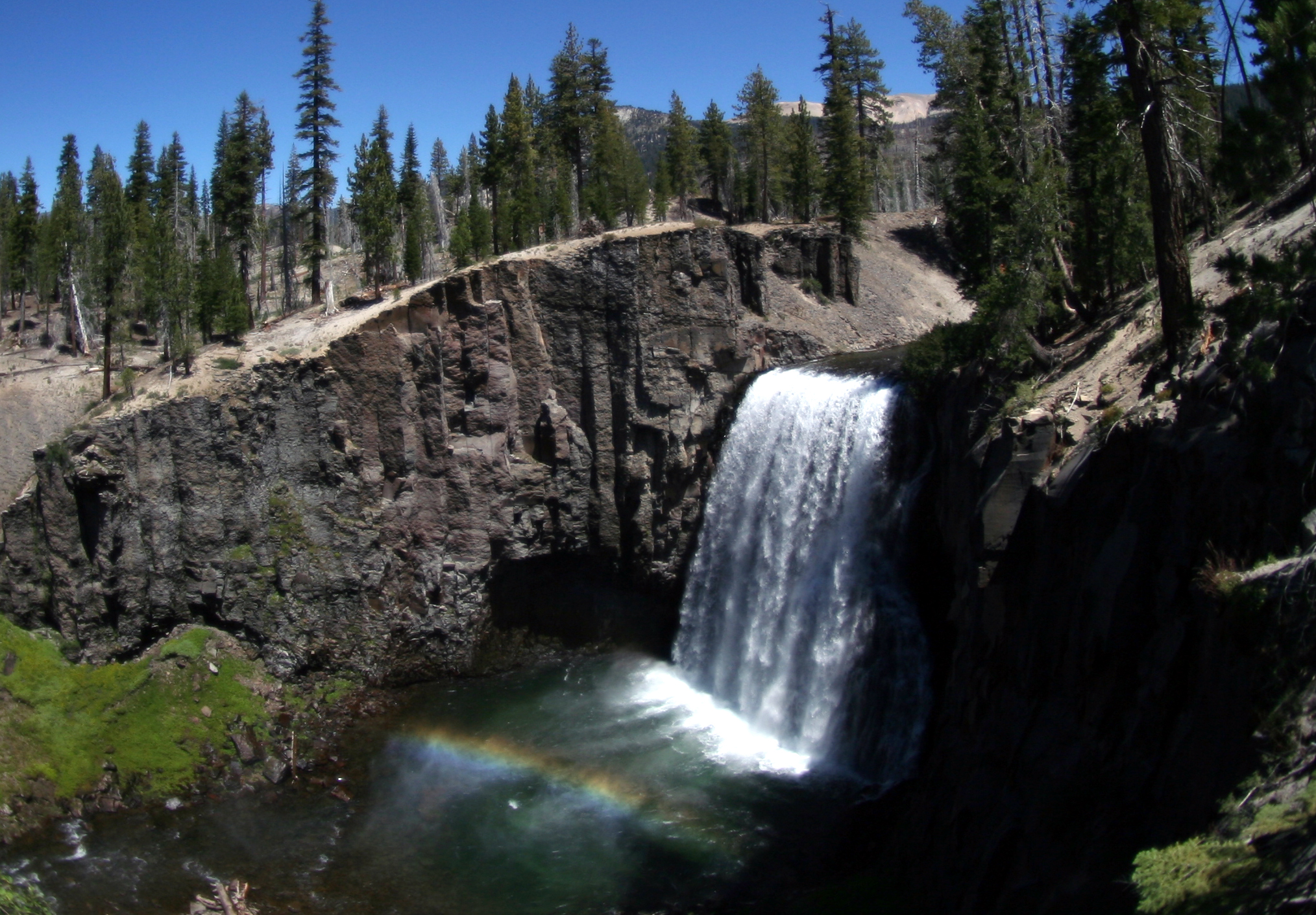
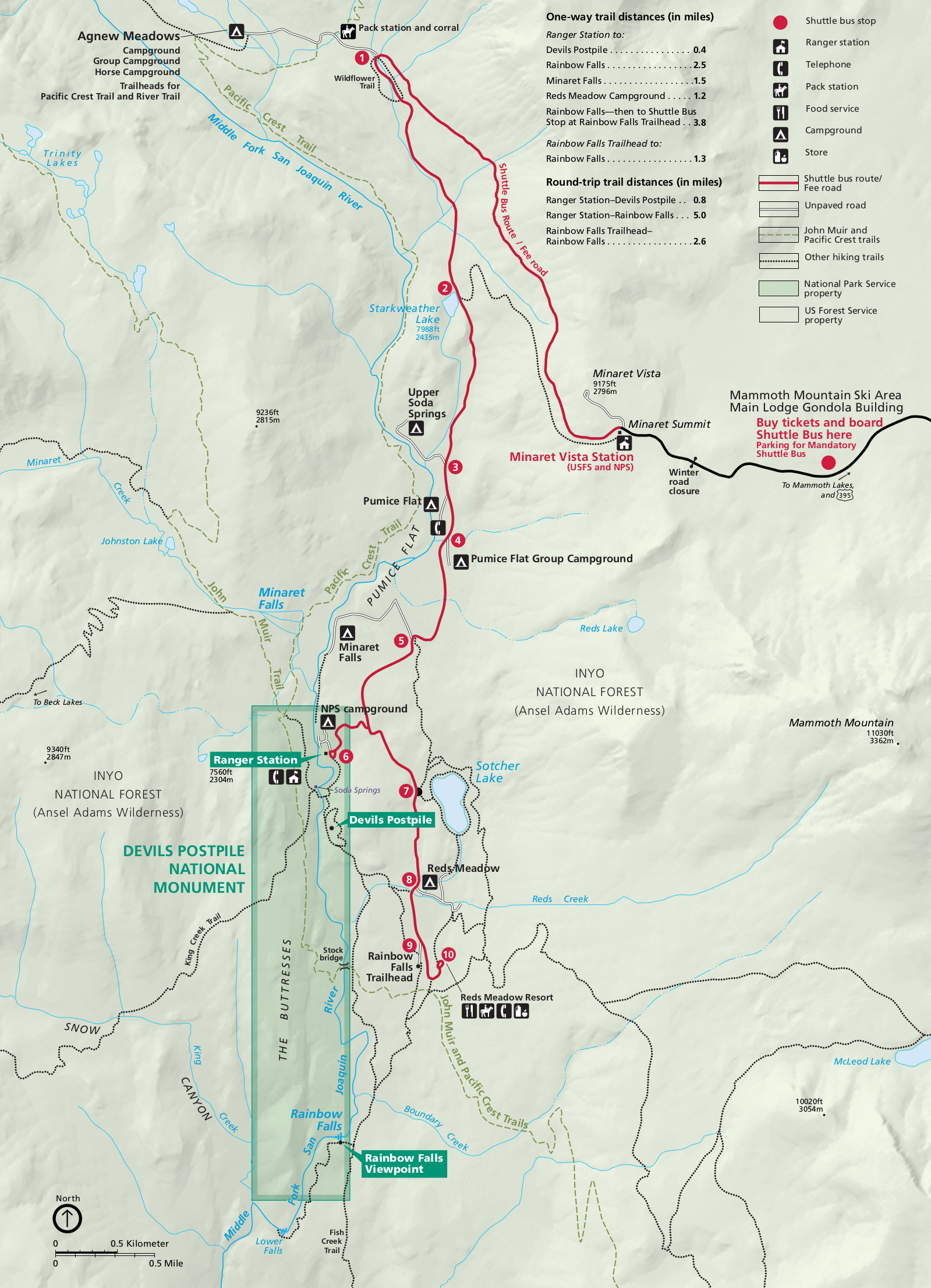
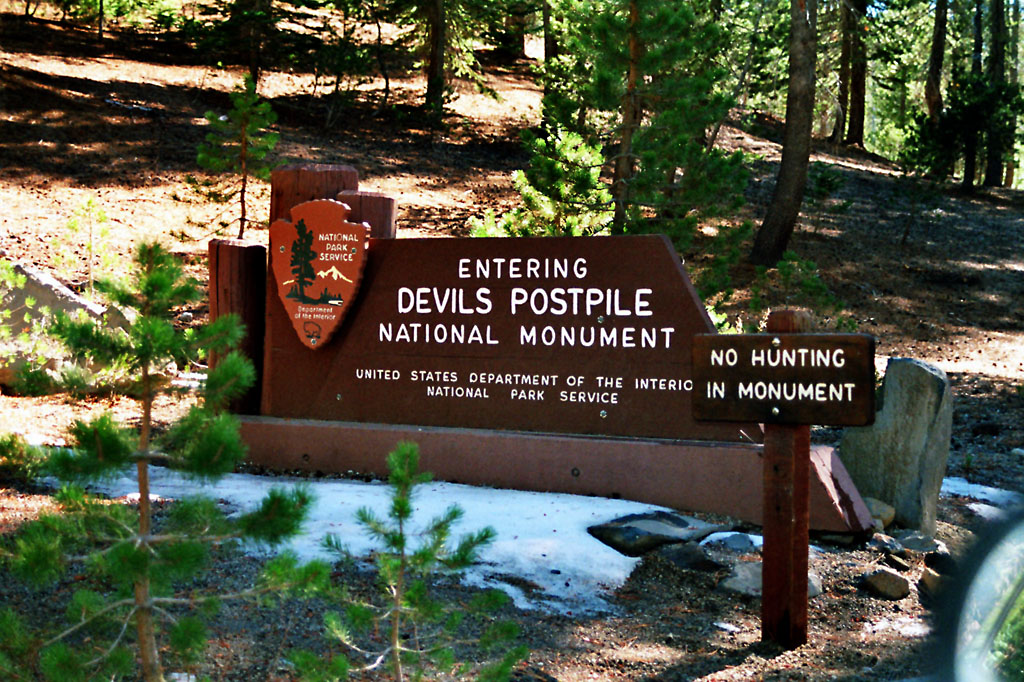
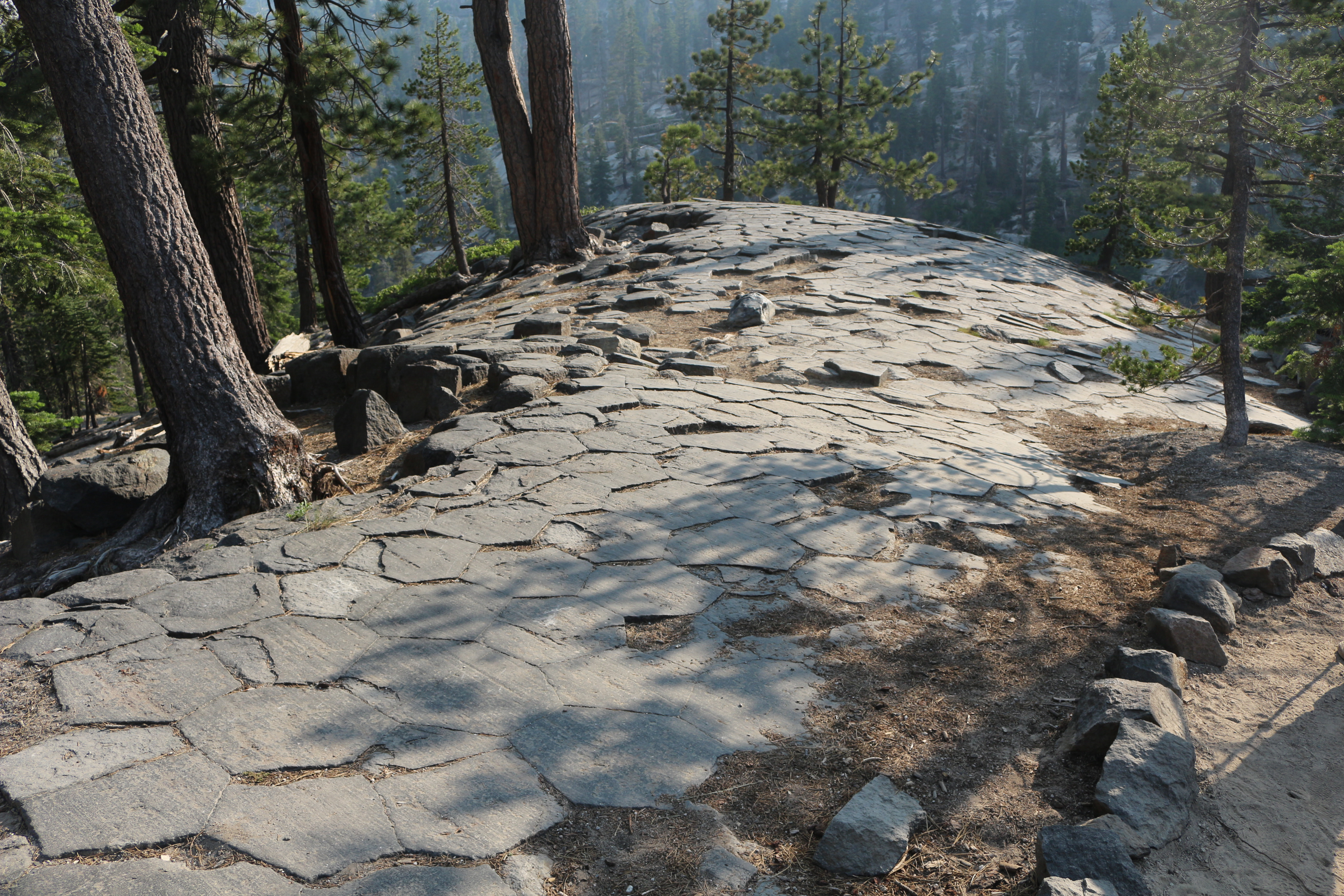
Sommet des colonnes de basalte

## À proximité
- Rainbow falls (Californie) (chute d’eau de 33 mètres de haut située à 3 km plus bas sur le cours du fleuve Joachin).

## Formes similaires à travers le monde
Ces formes tout à fait particulières dans la nature, bien que rares, se retrouvent en divers autres endroits dans le monde. Parmi les principaux lieux, on peut citer:
- Grotte de Fingal en Écosse
- Gorge de Garni en Arménie
- Chaussée des Géants en Irlande
- Devils Tower National Monument dans l’état américain du Wyoming
- Basalt Prisms à Hidalgo au Mexique
- Gilbert Hill à Mumbai
- Mis Stolbchaty sur l’île de Kounachir en Russie
- Cascade du Ray-Pic en France.
- Château d'Arlempdes et falaise de Chilhac, Auvergne, France